# 小花棘豆
小花棘豆（学名：Oxytropis glabra）为豆科棘豆属下的一个种。